# Новое (Юрьев-Польский район)
Новое — село в Юрьев-Польском районе Владимирской области России. Входит в состав Красносельского сельского поселения.

## География
Расположено в 13 км на северо-запад от районного центра — города Юрьева-Польского.

## История

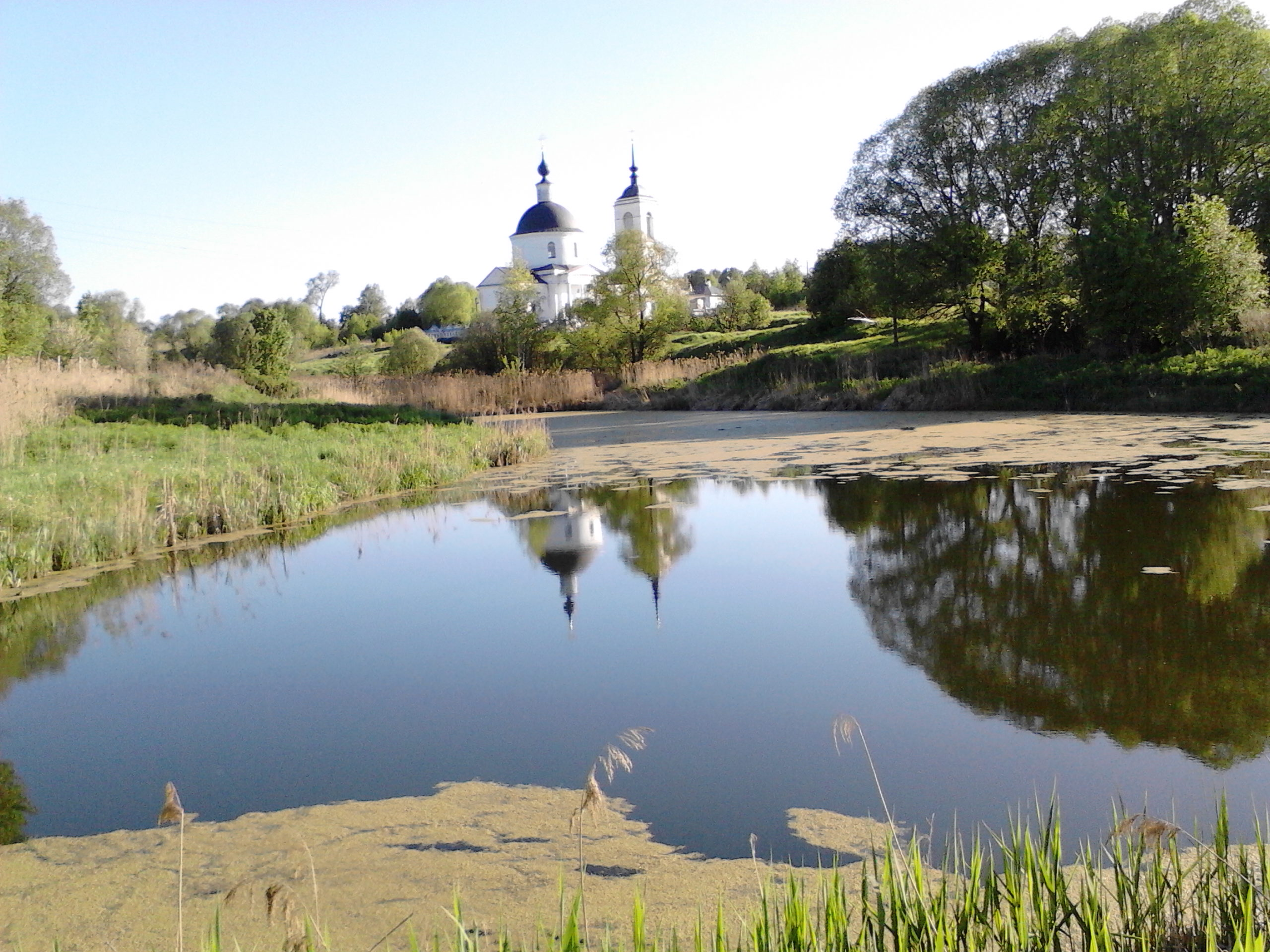
Свято-Никольская церковь. 2015 год

Название Новое, по преданию, село получило после страшной эпидемии холеры, уничтожившей население почти полностью, после чего село обновилось, вновь застроилось и заселилось. 
В документах XIII века оно значится государевой дворцовой вотчиной, в конце XVII века пожаловано братьям, боярину Петру и окольничему Василию Абрамовичам Лопухиным. В XVIII веке село принадлежало графам Фёдору и Ивану Андреевичам Остерманам. Церковь в честь Святителя и чудотворца Николая в селе существует издавна: она упоминается деревянной в окладных книгах патриаршего приказа в 1628 и 1654 годов. В 1826 году вместо обветшавшей деревянной церкви усердием прихожан построенная каменная церковь с каменной же колокольней. В храме первоначально было два престола: главный Святителя и чудотворца Николая и в тёплой трапезной в честь святых и праведных Симеона Богоприимца и пророчицы Анны; в 1883 г. трапезная была расширена, в ней освящён ещё один престол, Апостола и евангелиста Иоанна Богослова. 
В начале XX века в Новом селе насчитывалось около 80 дворов. В послереволюционные годы оно разделило участь сотен тысяч других сёл и деревень: был организован колхоз, затем преобразован в совхоз, люди разъезжались, дома продавались, огороды зарастали, и в 1980-х годов осталось с десяток домов и 1-2 постоянных жителя. 
28 сентября 1995 года существовавшая поначалу тайно женская монашеская община, образованная старцем схиархимандритом Гедеоном (Абрамовым, умер в 1994 году) получила статус женского монастыря.
В конце XIX — начале XX века село входило в состав Ильинской волости Юрьевского уезда.
С 1929 года село входило в состав Красковского сельсовета, с 1959 года — в составе Красносельского сельсовета Юрьев-Польского района.

## Население
| 1859 | 1905 | 2002 | 2010 | 2021 |
| ---- | ---- | ---- | ---- | ---- |
| 504  | ↘476 | ↘20  | ↘16  | ↗26  |

## Достопримечательности
В селе находится действующий Свято-Никольский женский монастырь (1995).

## Археология
Семьинский курганный могильник 1 XI—XIII веков, находящийся в 2 км к северу-востоку от села Новое, содержал трупоположение с характерной для славян западной ориентировкой.